# Melos (album)
Melos è un album di rock progressivo  (con venature fusion), l'unico pubblicato dai Cervello, nel 1973.

## Il disco
In greco "Melòs" significa canto, poesia; il titolo intende richiamare atmosfere d'una Grecia incantata dai miti pagani.
Nel combo napoletano suonava la chitarra Corrado Rustici, fratello di Danilo dei ben più noti Osanna.
La voce di Gianluigi Di Franco, negli anni ottanta, sarà apprezzata grazie al singolo Kalimba de luna, nel quale presta la voce a Tony Esposito.
Tra i pezzi dell'album, degno di nota l'iniziale Canto del capro, in cui i quattro quinti della band sono impegnati ai fiati per introdurci in un mondo fatato e allo stesso tempo oscuro, dove d'improvviso attacca un coro pagano con un effetto quasi robotico: Magica danza ci porterà il seme, vivido intruglio disseta la mente.
Il disco è considerato uno degli album più rappresentativi del rock progressivo italiano e presente nelle più autorevoli classifiche italiane ed internazionali.

## Tracce
Brani composti da F. Parazzini (testi) e G. Marazza (musiche)
Lato A
1. Canto del capro – 6:40
2. Trittico – 7:27
3. Euterpe – 4:36

Lato B
1. Scinsione (T.R.M.) – 5:50
2. Melos – 5:03
3. Galassia – 5:55
4. Affresco – 1:12

## Formazione
- Gianluigi Di Franco: voce, flauto, piccole percussioni
- Corrado Rustici: chitarra solista, flauto dolce, flauto traverso, vibrafono, voce
- Giulio D'Ambrosio: sassofoni elettrici (contralto e tenore), flauto, voce
- Antonio Spagnolo: basso, chitarra acustica a dodici e sei corde, flauto dolce, pedaliera, voce
- Remigio Esposito: batteria, vibrafono[6][7]